# Nishitōkyō
Nishitōkyō (jap. 西東京市 Nishitōkyō-shi) – miasto w Japonii, na wyspie Honsiu, w prefekturze metropolitarnej Tokio. Ma powierzchnię 15,75 km². W 2020 r. mieszkało w nim 207 389 osób, w 95 629 gospodarstwach domowych  (w 2010 r. 196 494 osoby, w 86 659 gospodarstwach domowych).
Nishitōkyō powstało 21 stycznia 2001 roku.